# Elvin Məmmədov
Elvin Məmmədov (Tovuz, 18 luglio 1988) è un ex calciatore azero, di ruolo centrocampista.

## Carriera

### Club
Ha sempre giocato nella massima serie del proprio paese con varie squadre.

### Nazionale
Debutta nel il 20 agosto 2008 con la Nazionale azera, disputando da titolare l'amichevole contro l'Islanda.

## Palmarès
- Campionato azero: 1

İnter Baku: 2007-2008
- Coppa azera: 1

Baku: 2011-2012